# Zdeněk Lojda
Zdeněk Lojda (7. prosince 1927, Třebíč – 24. dubna 2004, Praha) byl československý patolog a histolog. V letech 1990–1995 byl přednostou Ústavu pro histologii a embryologii 1. lékařské fakulty Univerzity Karlovy a v období 1990–1994 prorektorem Univerzity Karlovy pro zahraniční styky.

## Život
Vystudoval gymnázium v Moravských Budějovicích a medicínu na Fakultě všeobecného lékařství, studia ukončil v roce 1952 a nastoupil jako asistent na Embryologický ústav pod vedení profesora Zdeňka Frankenbergera. V roce 1961 odešel na IV. interní kliniku a tam založil Laboratoř pro studium stavby stěn cévní a věnoval se histochemii. Habilitaci z patologie dokončil v roce 1968 a nastoupil do Hlavova I. patologického ústavu, tam byl pak v roce 1975 jmenován profesorem. Pod hlavičkou ústavu byla založena Laboratoř pro histochemii.
Po roce 1989 začal opět působit v původním ústavu a od 1. června 1990 se stal předsedou spojeného Ústavu pro histologii a embryologii, tam působil do roku 1995. Po tomto roce se stal vedoucím Laboratoře pro histochemii. Zároveň také vedl katedru histologie a embryologie na Lékařské fakultě UK, později vedl i Histologický ústav LF UK.
V lednu 1990 kandidoval na rektora Univerzity Karlovy. Akademická rada však dvěma třetinami hlasů zvolila protikandidáta, docenta Radima Palouše. Následně vykonával funkci prorektora Univerzity Karlovy pro zahraniční styky, prvního po sametové revoluci.

## Dílo
Zdeněk Lojda publikoval 4 monografie, 22 kapitol v monografiích a více než 450 dalších prací. Mimo jiné prokázal heterogenitu enzymatického vybavení endotelu kapilár a analyzoval změny v enzymatickém vybavení tepenné stěny v rozvoji arteriosklerózy. Objevil dipeptidylaminopeptidázu IV v podskupině T-Lymfocytů produkujících interleukin-2.
Byl členem několika vědeckých společností. Patřil mezi zakládající členy Učené společnosti ČR.

## Ocenění
- Schleidenova medaile ak. Leopoldina (1987)
- plaketa Pioneer of Histochemistry IFSHC (1988)
- plaketa J.E.Purkyně, ČSAV (1987)
- Jeseniova plaketu SAV (1987)
- pamětní medaile Univerzity Karlovy (1987, 1992, 1994)
- státní cena (1970, 1982)
- Čestný doktorát Univerzity v Halle a Christian Univerzity ve Vídni.